# Dersim

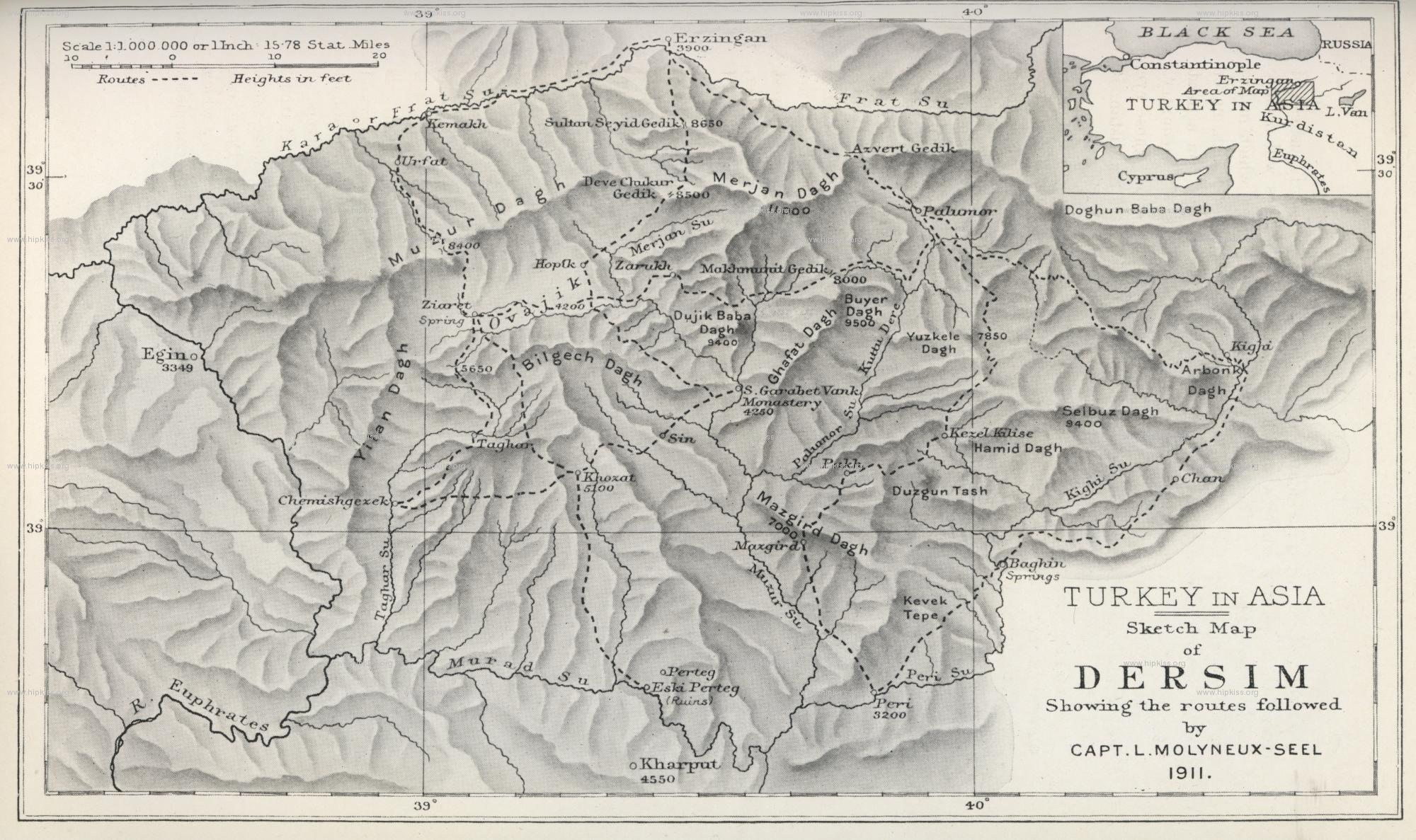
Karte von Hauptmann L. Molyneux-Seel, Konsul des Vereinigten Königreiches in Van nach seiner Reise in Dersim

Dersim (kurdisch Dêrsim, osmanisch درسم, armenisch Տէրսիմ/Դերսիմ Tersim, zazaisch Dêsım) ist der heute inoffizielle, volkstümliche Name eines Gebiets in der Türkei. Es entspricht im Kern der heutigen Provinz Tunceli. Das Gebiet wird der Region Ostanatolien zugerechnet und ist, wie für kurdische Regionen typisch, von zahlreichen aufeinanderfolgenden Bergketten geprägt.
Trotz des Tunceli-Gesetzes von 1937 und der Umbenennung der Stadt in Tunceli ist der Name Dersim unter der Bevölkerung gängig und politisiert. Die Region hat den höchsten Anteil an Aleviten  in der Türkei, zudem sind die Mehrheit der Einwohner Zazas. Vor dem Völkermord an den Armeniern lebten hier zahlreiche Armenier. Viele Armenier fanden hier während des Völkermordes Zuflucht.

## Namensgebung
Die populäre Herleitung des Namens von „silbernes Tor“ (der, „Tür“, „Tor“, und sim , „Silber“) wird ausgeschlossen. 1847 wurde das Sandschak Dersim eingerichtet und nach dem Stammesverband der Desim/Desimlu benannt. Laut Mehmet Yıldırım entstand das „r“ im Namen durch einen Lese- und Schreibfehler der osmanischen Beamten. Ab 1870 wird nur noch Dersim genannt.

## Demografie
Vitali Guinet sammelte in den 1880er Jahren wichtige Informationen über die Zusammensetzung der Bevölkerung von Dersim (veröffentlicht in Asya Türkiyesi, 1891). Er unterteilte die Dersimer in Kizilbasch, Muslime, Kurden sowie evangelische und gregorianische Armenier. Gegen Ende des 19. Jahrhunderts lieferte der in Dersim reisende Antranik Yeritsyan ebenfalls einige Informationen (veröffentlicht in Dersim, 1901). Yeritsyan schrieb, dass die Dersimer, die er kennenlernte, erklärten, dass sie armenische Wurzeln hätten. Der in den Jahren von 1830 bis 1905 lebende französische Geograf und Schriftsteller Élisée Reclus behauptete, dass die Kizilbasch nur zu einem kleineren Teil echte Türken seien. Reclus erklärte, dass die (Dersim-)Kizilbasch von den Muslimen als christliche Konfession betrachtet würden. Zu Beginn der 1930er Jahre sollte in einem über Dersim erstellten Bericht bewiesen werden, dass die Dersimer Türken seien.
Für manche Forscher stammen die Ahnen der Dersimer aus einem Volk, das im bergigen Gebiet Dailam (Gilan) lebt.
Unter Sultan Abdülhamid II. wurden die Dersimer aus religiöser Sicht als „nicht auf dem richtigen Wege“ betrachtet. Daher wurden Nakschibendi-Scheichs nach Dersim entsandt, einer Tekke errichtet und am 3. Juli 1896 ein Schriftsatz vorbereitet, der das Volk von Dersim zum irschad einlädt. Danach wurde der Hohen Pforte ein zusammen mit dem Allgemeinen Inspekteur von Anatolien, Müşir Şakir Paşa, und dem Kommandanten der 4. osmanischen Armee, Mehmet Zeki Paşa, vorbereiteter Bericht  vorgelegt. Der Bericht, der den Titel „Schriftsatz betreffend der Reform von Dersim Islahatı“ trug, bestand aus vier Abschnitten.
Die genaue Bevölkerungszahl der Provinz Dersim (de jure: Tunceli) vor und nach den gewaltsamen Ereignissen der 1930er-Jahre ist aufgrund lückenhafter Quellen schwer zu rekonstruieren. Historische Schätzungen deuten jedoch darauf hin, dass die bergige Region vor der türkischen Republik (vor 1923) von etwa 50.000 bis 70.000 Menschen bewohnt wurde, überwiegend alevitische Kurden, die sich in Stammesverbänden organisierten. Nach dem Dersim-Aufstand (1937–1938) kam es zu massiven Vertreibungen, Zwangsumsiedlungen (in andere, überwiegend türkische, Provinzen) und Tötungen durch das türkische Militär. Zeitgenössische Berichte sprechen von bis zu 13.000 Toten und 11.000 deportierten Personen, wobei diese Zahlen politisch umstritten bleiben. Die türkische Regierung betrieb gezielte Assimilationspolitik: Ortsnamen wurden „turkifiziert“, Zazaki (die Regionalsprache) verboten, und sunnitische Siedler angesiedelt. Bis 1945 sank die offizielle Einwohnerzahl Tuncelis auf rund 25.000 – ein Zeichen für die Zerstörung der traditionellen Sozialstrukturen. Heute leben in der Provinz etwa 86.612 Menschen. Die Entwicklung der Region ist bis heute durch die staatliche Repression geprägt. Ein Großteil der Diaspora lebt in mitteleuropäischen Staaten wie in der Bundesrepublik Deutschland, die den Völkermord in Dersim seit 2017 offiziell anerkennt.

## Geografie

### Grenzen
Dersim wird im Osten vom Fluss Peri Çayı, im Norden vom Munzur-Gebirge, im Westen vom Euphrat und im Süden vom Fluss Murat begrenzt. Aus politischer Sicht grenzt Dersim, angefangen im Norden an die Landkreise Erzincan und Kemah der Provinz Erzincan, im Nordosten an den Landkreis Tercan der Provinz Erzincan, teilweise an den Landkreis Palu der Provinz Elâzığ und an der Landkreis Kiğı der Provinz Bingöl, im Westen an den Landkreis Kemaliye der Provinz Erzincan, an den Landkreis Arapgir der Provinz Malatya, und im Süden wird die Grenze vom Landkreis Palu der Provinz Elâzığ sowie den Landkreisen Elâzığ und Keban umschlossen. Das Gebiet umfasst etwa 10.000 Quadratkilometer (die Provinz Tunceli hat lediglich 7.774 Quadratkilometer). Die alten Grenzen von Dersim gingen hingegen von Varto, im Norden nach İmranlı und Zara und im Westen bis nach Malatya.

### West- und Ost-Dersim
Die Geschichtswissenschaftler unterteilen das Gebiet Dersim in zwei Gebiete:
- Ost-Dersim; mit Mazgirt, Kiğı, Çarsancak (Peri), Nazımiye und Pülümür sowie
- West-Dersim; mit Hozat, Çemişgezek, Ovacık und Kemah

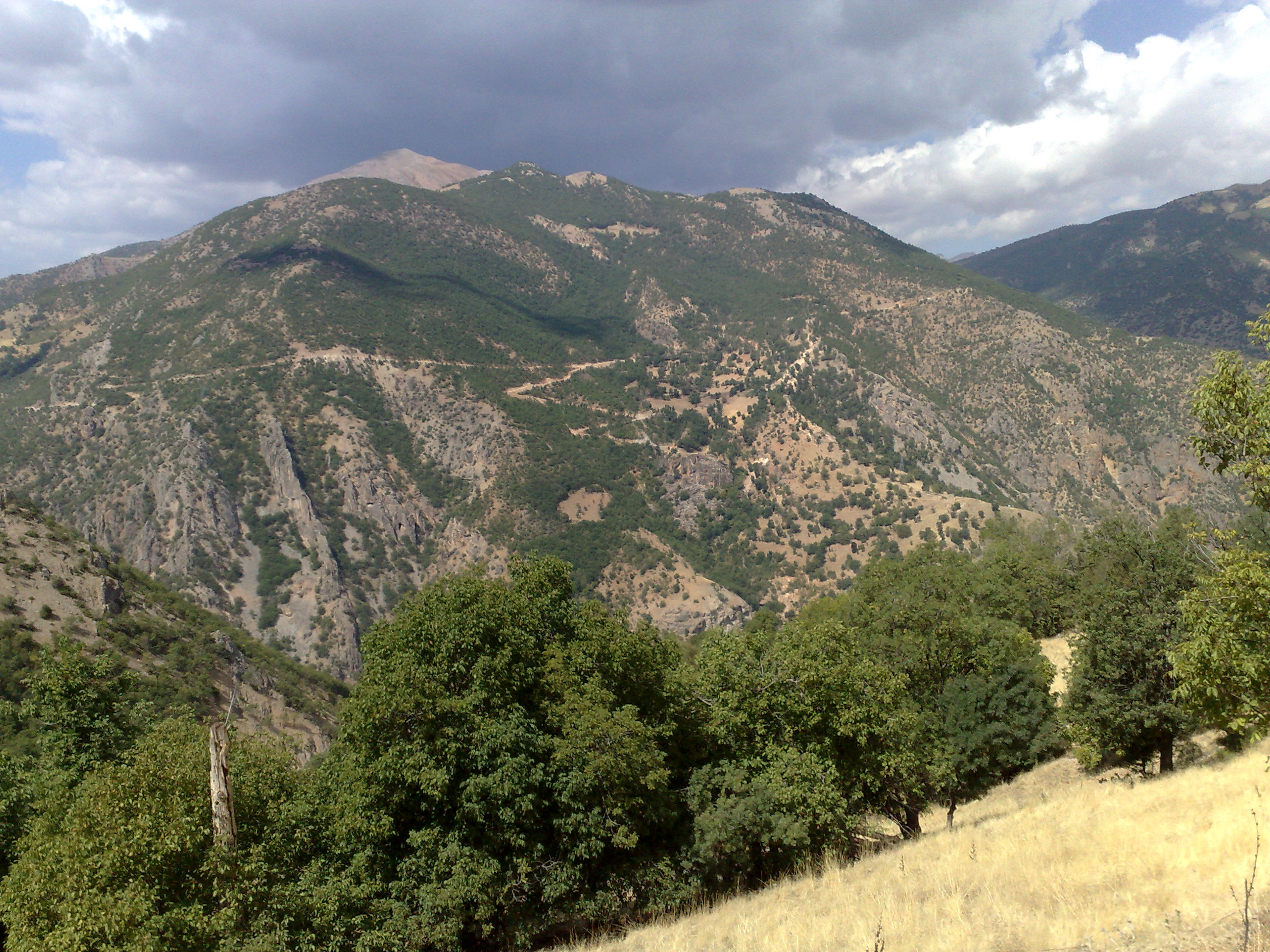
Das Bild zeigt eine typische Landschaft in den trockenen Sommermonaten. Die zahlreichen Bergketten sind Grundlage musischer Arbeiten.

## Auflistung von Gebirgen, Gewässern, Talsperren und Pässen
| Gebirge | Gewässer und Talsperren | Pässe |
| --- | --- | --- |
| Munzur-Gebirge - Akbaba Tepesi (3462 m) - Kaf Tepesi (3369 m) - Katır Tepesi (3129 m) - Bağır Paşa Dağı (3282 m) - Sürünbaba Tepesi (2192 m, Karaoğlan) - Çal Dağı (2342 m, Kabataş) - Mercan Dağları (Erzincan) - Karasakal Dağları (Tunceli - Pülümür) - Karaoğlan Dağı (Tunceli) - Avcı Dağları (Pülümür) - Yılan Dağı (2950 m, Yukarı Umutlu) - Sarıçiçek Tepesi (1871 m, Pertek) - Kırklar Dağı (1897 m, Mazgirt) - Topatan Tepesi (2192 m, Hozat) - Karagöl Dağları - Palandöken Dağları - Karaboğa Dağları - Gökdere Dağları - Kurt Tepesi (1978 m, Gökdere) - Akçakara Dağları - Koz Tepesi (2264 m) - İnceburun Dağları - Tecer Dağları - Otlukbeli Dağları - Köse Dağları - Esence Dağları - Esence Tepesi (3549 m) - Şeytan Dağları - Kaplıkaya Tepesi (Elâzığ) - Mastar Dağı (Elâzığ) - Küp Dağı (2088 m) - Şerafeddin Dağları - Şerafeddin Tepesi (2544 m) - Dallı Tepesi (3034 m) - Şahin Tepesi (2675 m) - Şehit Tepesi (1532 m) - Askerçayırı Tepesi (1592 m) Bingöl-Gebirge - Dağkale Tepesi (3193 m) - Şakşak Tepesi (3057 m) - Karakaya Dağı (3115 m) - Buzgölü Tepesi (3162 m) - Köhmen Dağı (3045 m) - Sivri Tepesi (1931 m) - Kurtlu Tepesi (2711 m) - Güneşönü Tepesi (2078 m) - Çengelli Dağı (2596 m) - Güneydoğu Toroslar - Dördük Dağları (Malatya) - Şakşak Dağları (Malatya) - Ulubaba Dağı (Malatya) - Ziyaret Tepesi (2000 m) | - Munzur Çayı - Tahar - Mozat Deresi - Pülümür Çayı - Peri Suyu - Murat Nehri - Çaltı Çayı - Karabel Çayı - Tatlı Çayı - Nih Çayı - Kozluk Çayı - Kekikpınar Çayı - Göynük Suyu - Tuzla Çayı - Gülan Çayı - Karabudak Çayı - Çardaklı Deresi - Çayönü Deresi - Kaynarca Deresi - Bayram Deresi - Keban Barajı - Özlüce Barajı - Tercan Barajı - Dipni Barajı - Çipköy Barajı | - Çimento Geçidi (Kemaliye) - Karababa Geçidi (Arapgir) - Övdelik Geçidi (Arapgir) - Örtülü Geçidi (Arapgir) - Tırnık Geçidi (Palu) - Çobantaş Geçidi (Göynük) - Kurucu Geçidi (Karakoçan - Bingöl arası) - Buğlan Geçidi (Solhan) - Kovalık Geçidi (Başköy) - Sipikör Geçidi (Erzincan) - Kolçekmezdağ Geçidi (Erzincan) - Sakaltutan Geçidi (Refahiye - Erzincan arası) - Arpayazbeli Geçidi (Refahiye) - Sünübeli Geçidi (Gümüşakar) - Çorakboğazı Geçidi (Karacaören) - Karşar Geçidi (Divriği) - Karabel (Beypınarı - Beulucan arası) - Kızbeli (Çetinkaya - Beypınarı arası) - Kızıldağ Geçidi (İmranlı - Refahiye) - Kubbe Geçidi (Çolaklı) - Kömürhan Geçidi (Kale) - Koç Geçidi (Sivrice) |

## Geschichte

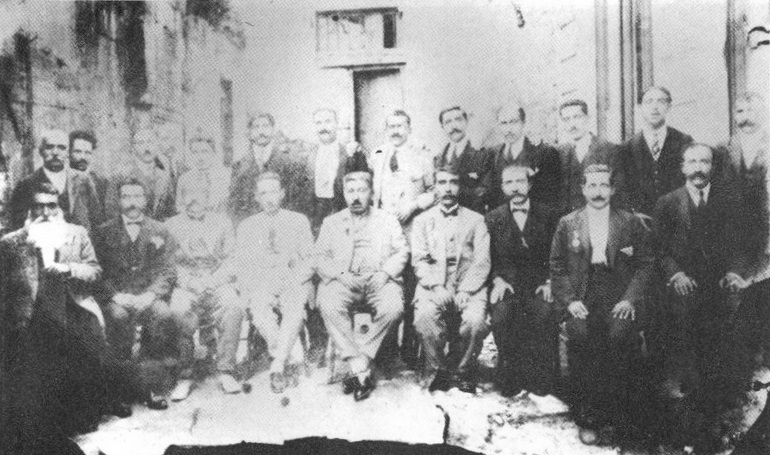
Anführer der Stämme von Dersim in Ankara 1926; im Bild Nuri Dersimi

Als die ältesten Bewohner des Gebietes werden die Urartäer angenommen.
Das Gebiet gehörte spätestens seit dem Jahre 17 n. Chr. zur römischen Provinz Cappadocia. Größere Zeugnisse architektonischer oder kultureller Art wurden nicht tradiert, da die Besiedlung anderer Räume (z. B. die Hauptstadt Caesarea (Kayseri) im Zentrum oder im Norden am pontischen Meer Trapezunt (Trabzon)) weitaus ausgeprägter war. Archäologische Arbeiten wären notwendig, um die antike Geschichte der Region zu ergründen. Diese blieben wohl aufgrund mangelndenen Interesses und fehlender finanzieller und infrastruktureller Mittel aus.
Die Region stand unter der Herrschaft von Urartu, den Achämeniden, Rom, Byzanz, Seldschuken, dem Eretna Beyliği, den Osmanen und der Türkei. Die erste kurdische Dynastie in Dersim war die im 12. Jahrhundert gegründete Cemisgezek-Dynastie. Dazu kamen kleinere kurdische Dynastien wie Sagman und Koschan. Nachdem die Region im 14. Jahrhundert gänzlich in die Hände der moslemischen Osmanen fiel, zogen sich alevitische Kurden in die hohen Berge Dersims zurück und lebten in einer autonomen, von den kurdischen Stämmen verwalteten Gesellschaft.

### Der Dersim-Aufstand
Die Provinz Dersim (heute Tunceli) in der östlichen Türkei war im 20. Jahrhundert Schauplatz eines gewaltsamen türkischen Nation-Building-Prozesses. Dieser zielte darauf ab, ethnische und religiöse Minderheiten in einen homogenen Nationalstaat zu integrieren – oft durch Unterdrückung und forcierte Assimilierung. Hierin wird der Bruch zum Osmanismus deutlich, der andere Konfessionen, Ethnien und schließlich Lebensstile tolerierte.
Nach dem Zusammenbruch des Osmanischen Reiches (1923) führte Mustafa Kemal Atatürk radikale Reformen ein, um einen säkularen türkischen Nationalstaat zu schaffen. Die multiethnische Region Dersim, mehrheitlich von alevitischen Kurden bewohnt, widersetzte sich dieser Zentralisierung. Ihre Sprache (Zazaki) und religiöse Praktiken galten als Bedrohung für die kemalistische Ideologie.
Die türkische Regierung reagierte auf Widerstand mit dem „Tunceli-Gesetz“ (1935), das Sondervollmachten für Militäroperationen erlaubte. 1937 eskalierten die Spannungen zum offenen Aufstand. Die Niederschlagung durch das Militär forderte Tausende Tote und Zwangsumsiedlungen. Zeitgenössische Quellen und Forschungen bewerten diese Ereignisse als systematische Unterdrückung kultureller Identität.
Atatürks Politik basierte auf drei Säulen:
1. Abschaffung religiöser Institutionen wie des Kalifats, der tribalen Religionsausführung, Schamanismus etc. (im Zuge des Laizismus)
2. Sprach- und Bildungsreformen zur Assimilation nicht-türkischer Gruppen (de facto Verbot aller Sprachen außer Türkisch)[13]
3. Auflösung autonomer Regionen zugunsten staatlicher Kontrolle (das Gebiet Dersims wurde verkleinert zugunsten der Nachbarprovinzen Erzincan und Elazığ)[14]

In Dersim zeigte sich dies durch Verbote von Minderheitensprachen, Zwangsmigration und die Umbenennung von Ortsnamen.
Die Ereignisse prägen bis heute das Verhältnis zwischen Kurden und dem türkischen Staat. Viele Nachkommen der Betroffenen fordern eine Aufarbeitung als Völkermord – ein Begriff, der in der Türkei offiziell bestritten wird. Historiker sehen in Dersim ein Beispiel dafür, wie nationalistisches Nation-Building kulturelle Vielfalt gewaltsam unterdrückte. Der türkische Soziologe und Historiker İsmail Beşikçi wurde aufgrund seiner wissenschaftlichen Arbeiten zur kurdischen Minderheit in der Türkei heftigen Repressionen ausgesetzt, die schließlich zu seiner Inhaftierung führten.
Bis heute ist der Diskurs stark politisiert. Insbesondere von türkischer Seite, oft vertreten durch nationalistische Kreise, wird die Existenz anderer Ethnien und Völker innerhalb der Türkei bestritten. Die kurdische Minderheit hingegen setzt sich intensiv dafür ein, ihre Rechte zu wahren und aktiv an der fragilen türkischen Demokratie teilzuhaben.